# コジプジ

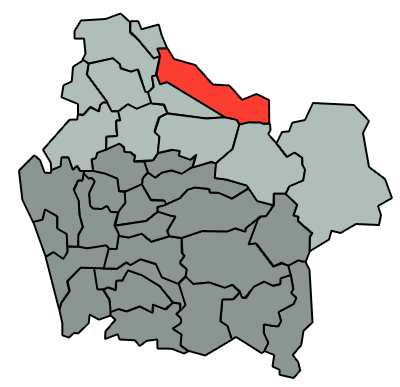
コジプジ

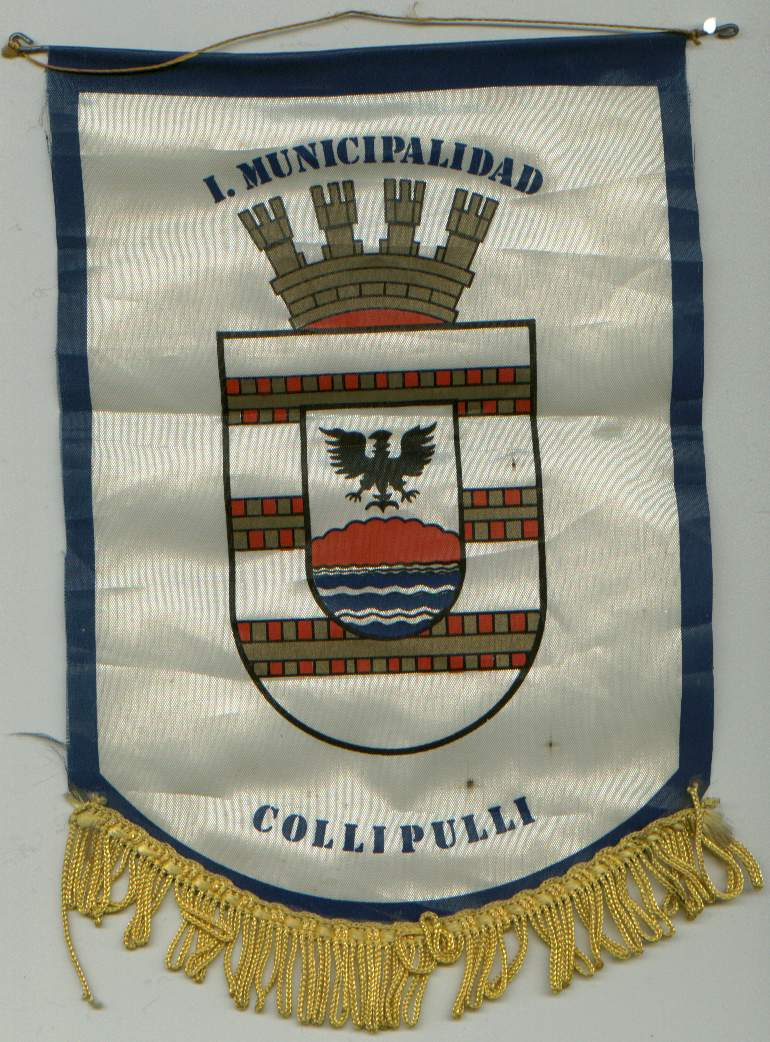
コジプジの旗

コジプジ（Collipulli）は、チリのラ・アラウカニア州マジェコ県の都市。名称はマプチェ族の地方の言葉で「彩の地」を意味する。面積1,296km2、人口約22,400人。コジプジの経済は多く農業に依存してきたが、近年林業が拡大している。

## 歴史
コジプジの歴史は、1867年11月22日にアラウカニア制圧作戦の一環として設けられた砦に遡れる。これは、塹壕と木杭の柵そしてマジェコ川と支流に架けられた橋を防御とした堅牢なものだったが、その遺構は残っていない。この地域にあった砦はどれも、植民者によって農地として開墾されてしまっていた。

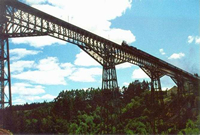
マジェコ鉄橋

1890年10月26日にはマジェコ川にマジェコ鉄橋が架けられ、チリ南北を繋ぐ交通の要として、通商発展に大きく寄与した。この鉄橋は国の記念史跡に認定されている。
座標: 南緯37度57分 西経72度26分 / 南緯37.950度 西経72.433度